# Tour Emblem
La Tour Emblem es un rascacielos de oficinas situado a las afueras del distrito de negocios de La Défense, concretamente en el barrio de Faubourg de l'Arche, en Courbevoie, a las afueras de París.

## Características
La planta de la torre tiene forma de prisma recto, antes de su renovación, tenía una fachada marrón reflectante y ventanas polarizadas que parecían negras desde el exterior. Esta antigua fachada fue sustituida por una más moderna que utiliza los colores blanco y negro.
Frente a la entrada de la torre se ubica una escultura de bronce de André Barelier titulada "le Teléphone", que representa a una persona usando un teléfono móvil.

## Historia
El edificio fue inaugurado en 1998 bajo el nombre de "Tour T4", siendo el primer rascacielos de Faubourg de l'Arche. Sin embargo, más tarde recibiría los nombres de "Tour Cegetel" y "Tour Cèdre". Entre 2020 y 2021, el edificio fue rehabilitado.